# اسپل
اسپل (به هلندی: Espel) یک منطقهٔ مسکونی در هلند است که در نورداوست‌پلدر واقع شده‌است. اسپل ۱٬۳۸۶ نفر جمعیت دارد و −۴٫۱ متر بالاتر از سطح دریا واقع شده‌است.